# آدبایو آدلیه
آدبایو آدلیه (انگلیسی: Adebayo Adeleye؛ زادهٔ ۱۷ مهٔ ۲۰۰۰) بازیکن فوتبال اهل نیجریه است.
وی همچنین در تیم ملی فوتبال نیجریه بازی کرده است.